# Rhythm Paradise
Rhythm Paradise, auch als Rhythm Heaven oder Rhythm Tengoku Gold (リズム天国ゴールド Rizumu Tengoku Gōrudo) bekannt, ist ein Spiel der japanischen Firma Nintendo. Es wurde in Europa am 1. Mai 2009 für den Nintendo DS veröffentlicht und ist der Nachfolger von Rhythm Tengoku und der Vorgänger von Beat the Beat: Rhythm Paradise.

## Entwicklung
Rhythm Paradise wurde von Nintendo Entertainment Analysis & Development (Nintendo EAD) zusammen mit Mitsuo Terada als Nachfolger des Game-Boy-Advance-Spiels Rhythm Tengoku entwickelt. Die Idee für das Spiel hatte der Programmierer Kazuyoshi Osawa, der vorher an Spielen wie Metroid und WarioWare mitgearbeitet hatte. Da Satoru Iwata, der damalige Präsident von Nintendo, viel Potential in dem Spielprinzip sah, ließ er eine Fortsetzung für die Nintendo Wii namens Beat the Beat: Rhythm Paradise entwickeln.

## Spielprinzip
Rhythm Paradise wird mit dem Touchscreen und dem Touchpen des Nintendo DS bedient. Der Spieler muss dabei verschiedene Minispiele bewältigen.
Das Spiel besteht aus fünfzig kleinen Levels, die im Hauptmenü auf zehn Spalten verteilt sind. Jede Spalte besteht aus vier Spielen und einem Remix, in dem alle Spiele noch einmal in einem höheren Schwierigkeitsgrad bewältigt werden müssen. Am Ende eines jeden Minispiels bekommt der Spieler eine Wertung darüber, wie gut er das Spiel gemeistert hat. Um das Level zu bestehen, benötigt der Spieler mindestens die Wertung „OK“. Wenn man die Wertung „Superb“ bekommt, also ein Level mit nur wenigen Fehler meistert, erhält man eine Medaille, mit denen man Bonus-Spiele freischalten kann. Wurden alle Spiele einmal bestanden, muss der Spieler die Spiele erneut in einem höheren Schwierigkeitsgrad spielen. Am Ende des Spiels muss noch einmal ein Remix mit allen verfügbaren Minispielen gemeistert werden.

## Musik
Die Musik in Rhythm Paradise wurde von Mitsuo Terada und Masami Yone komponiert. Der Gesang, der in manchen Liedern vorkommt, stammt von den Gruppen TNX, Canary Club, The Possible und Terada selbst. In der japanischen Version ist der Gesang auf Japanisch, in der amerikanischen und australischen Version auf Englisch, in anderen Ländern auf Deutsch, Spanisch, Französisch und Italienisch. Die Pläne, die japanischen Lieder mit in die westliche Version einzubinden, scheiterten aufgrund von zu geringem Platz auf der DS-Karte.

## Rezeption
Das Spiel erhielt zum größten Teil positive Kritiken. Von der japanischen Videospiele-Zeitschrift Famitsu erhielt es eine Wertung von 34 von 40 Punkten. Bis zum 11. Januar 2009 wurde es circa 1.568.000-mal verkauft. IGN gab dem Spiel die Wertung 9,0 von 10 Punkten und zeichnete es mit dem Editor’s Choice Award aus.
Von der USK gab es eine Altersfreigabe für alle Altersklassen, von der PEGI wird das Spiel für Spieler ab einem Alter von drei Jahren empfohlen.